# العلاقات الصينية البلغارية
العلاقات الصينية البلغارية هي العلاقات الثنائية التي تجمع بين الصين وبلغاريا.

## مقارنة بين البلدين
هذه مقارنة عامة ومرجعية للدولتين:
| وجه المقارنة                                              | الصين                    | بلغاريا                                                                             |
| --------------------------------------------------------- | ------------------------ | ----------------------------------------------------------------------------------- |
| المساحة (كم2)                                             | 9.60 مليون               | 110.99 ألف                                                                          |
| عدد السكان (نسمة)                                         | 1.33 مليار               | 7.08 مليون                                                                          |
| الكثافة السكانية (ن./كم²)                                 | 138.54                   | 63.79                                                                               |
| العاصمة                                                   | بكين                     | صوفيا                                                                               |
| اللغة الرسمية                                             | اللغة الصينية القياسية   | اللغة البلغارية                                                                     |
| العملة                                                    | رنمينبي                  | ليف بلغاري                                                                          |
| الناتج المحلي الإجمالي (بليون دولار)                      | 12.24 تريليون            | 56.83 مليار                                                                         |
| الناتج المحلي الإجمالي (تعادل القوة الشرائية) بليون دولار | 19.82 تريليون            | 130.99 مليار                                                                        |
| الناتج المحلي الإجمالي الاسمي للفرد دولار أمريكي          | 8.03 ألف                 | 8.03 ألف                                                                            |
| الناتج المحلي الإجمالي للفرد دولار أمريكي                 | 13.21 ألف                | 17.21 ألف                                                                           |
| مؤشر التنمية البشرية                                      | 0.728                    | 0.782                                                                               |
| رمز المكالمات الدولي                                      | +86                      | +359                                                                                |
| رمز الإنترنت                                              | .cn، .中国 ‏، .中國 ‏      | .bg، .бг ‏                                                                           |
| المنطقة الزمنية                                           | توقيت الصين، ت ع م+08:00 | ت ع م+02:00، ت ع م+03:00، أوروبا/صوفيا ‏، توقيت شرق أوروبا، توقيت شرق أوروبا الصيفي ‏ |

## مدن متوأمة
في ما يلي قائمة باتفاقيات التوأمة بين مدن صينية وبلغارية:
- ترتبط شيان مع Veliko Tarnovo Municipality [الإنجليزية]‏ باتفاقية توأمة منذ 10 مايو 1974.
- ترتبط هوايان مع برنيك باتفاقية توأمة منذ 22 أبريل 1999.[16][17][18][19]
- ترتبط تشانغتشون مع بلوفديف باتفاقية توأمة منذ 2014.[20][21][22][20]
- ترتبط غولمود مع دوبريتش باتفاقية توأمة.
- ترتبط Yongchuan, Chongqing [الإنجليزية]‏ مع بلفن باتفاقية توأمة منذ 2012.
- ترتبط يييانغ مع ستارا زاغورا باتفاقية توأمة.
- ترتبط لويانغ مع بلوفديف باتفاقية توأمة منذ 1 أبريل 2000.
- ترتبط تشنغتشو مع شومن باتفاقية توأمة منذ 25 يوليو 2000.
- ترتبط يوييانغ مع ستارا زاغورا باتفاقية توأمة.

## منظمات دولية مشتركة
يشترك البلدان في عضوية مجموعة من المنظمات الدولية، منها:
| علم المنظمة | اسم المنظمة                               | تاريخ انضمام الصين | تاريخ انضمام بلغاريا |
| ----------- | ----------------------------------------- | ------------------ | -------------------- |
|             | يونسكو                                    | 4 نوفمبر 1946      | 17 مايو 1956         |
|             | وكالة ضمان الاستثمار متعدد الأطراف        | 30 أبريل 1988      | 23 سبتمبر 1992       |
|             | الأمم المتحدة                             | 25 أكتوبر 1971     | 14 ديسمبر 1955       |
|             | الفريق المعني برصد الأرض                  | ?                  | ?                    |
|             | الاتحاد البريدي العالمي                   | ?                  | ?                    |
|             | البنك الدولي للإنشاء والتعمير             | 27 ديسمبر 1945     | 25 سبتمبر 1990       |
|             | الاتحاد الدولي للاتصالات                  | 1 سبتمبر 1920      | 18 سبتمبر 1880       |
|             | منظمة حظر الأسلحة الكيميائية              | ?                  | ?                    |
|             | مؤسسة التمويل الدولية                     | 15 يناير 1969      | 22 يوليو 1991        |
|             | المركز الدولي لتسوية المنازعات الاستشارية | 6 فبراير 1993      | 13 مايو 2001         |
|             | منظمة التجارة العالمية                    | 11 ديسمبر 2001     | 1 ديسمبر 1996        |
|             | مجموعة الموردين النوويين                  | ?                  | ?                    |
|             | منظمة الشرطة الجنائية الدولية             | ?                  | ?                    |

## وصلات خارجية
- موقع وزارة الخارجية الصينية
- موقع وزارة الخارجية البلغارية